# Bill Bowerman
William Jay "Bill" Bowerman, född 19 februari 1911 i Portland i Oregon, död 24 december 1999 i Fossil i Oregon, var en amerikansk friidrottstränare. Han grundade företaget Nike år 1964 tillsammans med Phil Knight.